# Adone Zoli
Adone Zoli (Cesena, 16. prosinca 1887. — Rim 20. veljače 1960.), bio je talijanski političar i premijer Italije od 15. svibnja 1957. do 19. lipnja 1958.
Zoli je studirao pravo na Sveučilištu u Bologni, a zatim je radio kao pravnik. Postao je član Talijanske narodne stranke, PPI, (Partito Popolare Italiano) 1919., gdje je zastupao antifašističke ideje. Rad stranke PPI zabranjen je 1926. 
Poslije svrgavanja Mussolinija, 25. srpnja 1943., Zoli je bio član Narodnog oslobodilačkog vijeća (Comitato di Liberazione Nazionale) u Firenci. Bio je jedan od osnivača stranke Kršćanska Demokracija (Democrazia Cristiana) 15. prosinca 1943.
Na talijanskim parlamentarnim izborima 18. travnja 1948., Zoli je izabran u senat. Od ožujka 1950. do srpnja 1951. bio je jedan od pet potpredsjednika senata, od 26. srpnja 1951. do 7. srpnja 1953. bio je ministar pravosuđa, i od 18. siječnja 1954. do 10 veljače 1954. obnašao je dužnost ministra financija.
Poslije smrti Alcidea de Gasperia, Zoli postaje predsjednik zastupničkog doma. Od 19. veljače 1956. do 1. srpnja 1958. bio je ministar proračuna (Ministro del bilancio). Premijer Italije postaje 19. svibnja 1957.
Na talijanskim parlamentarnim izborima 25. svibnja 1958. stranka DC osvaja 42,36 % glasova.

## Vanjske poveznice
- Zolieva vlada na governo.it  Arhivirana inačica izvorne stranice od 24. rujna 2015. (Wayback Machine)
- Sa stranice senato.it
- Der Spiegel 27/1957: Die Flirts des Adonis